# Carl Emil Hylander
Carl Emil Hylander (15. oktober 1921 – 15. september 1997) var en dansk journalist og redaktør. 
Hylander var fra 15. august 1964 til 30. september 1970 ansvarshavende chefredaktør for dagbladet Aktuelt. Han var desuden programredaktør i DR i en årrække.